# Pfarrkirche Köflach

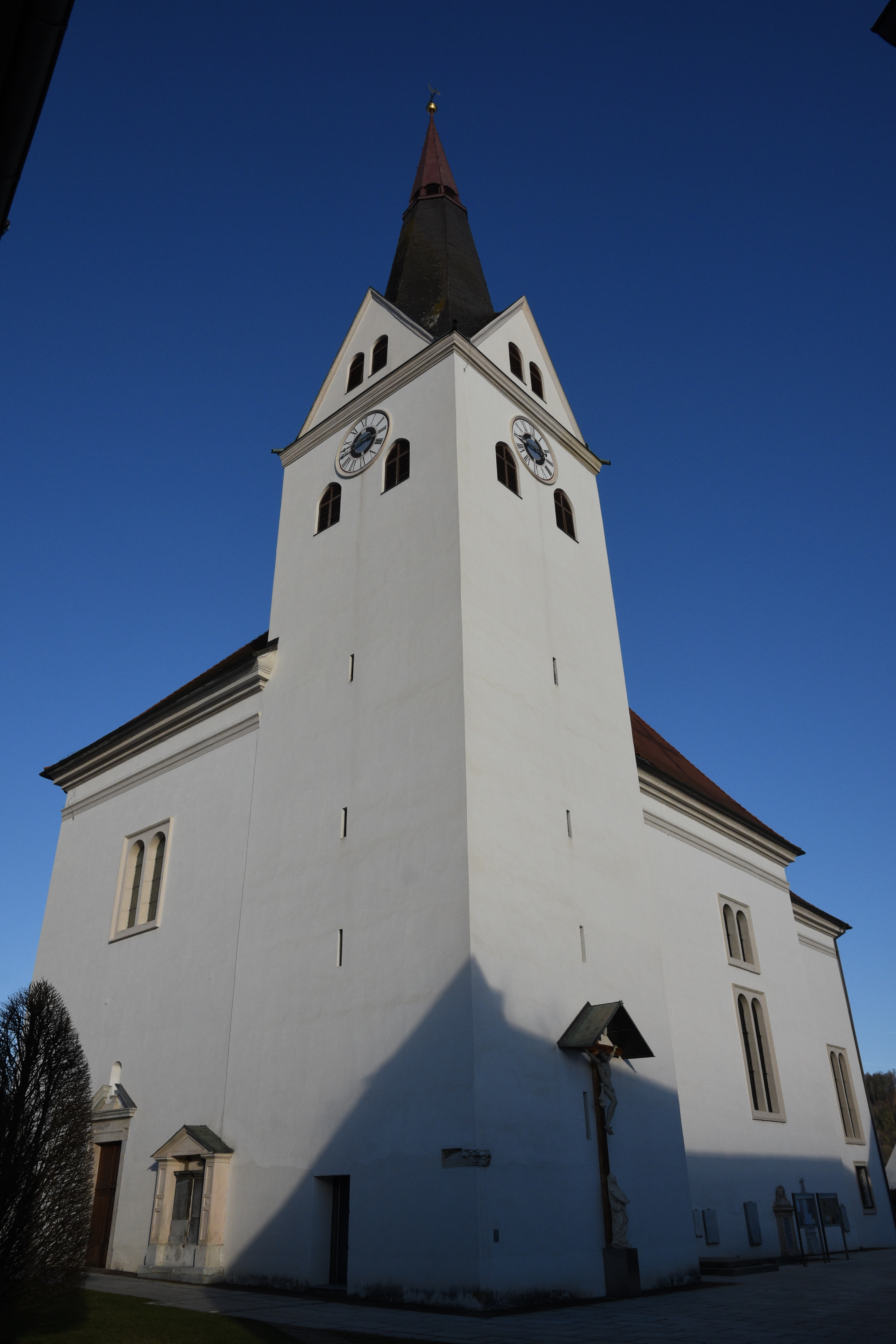
Fassade mit Turm

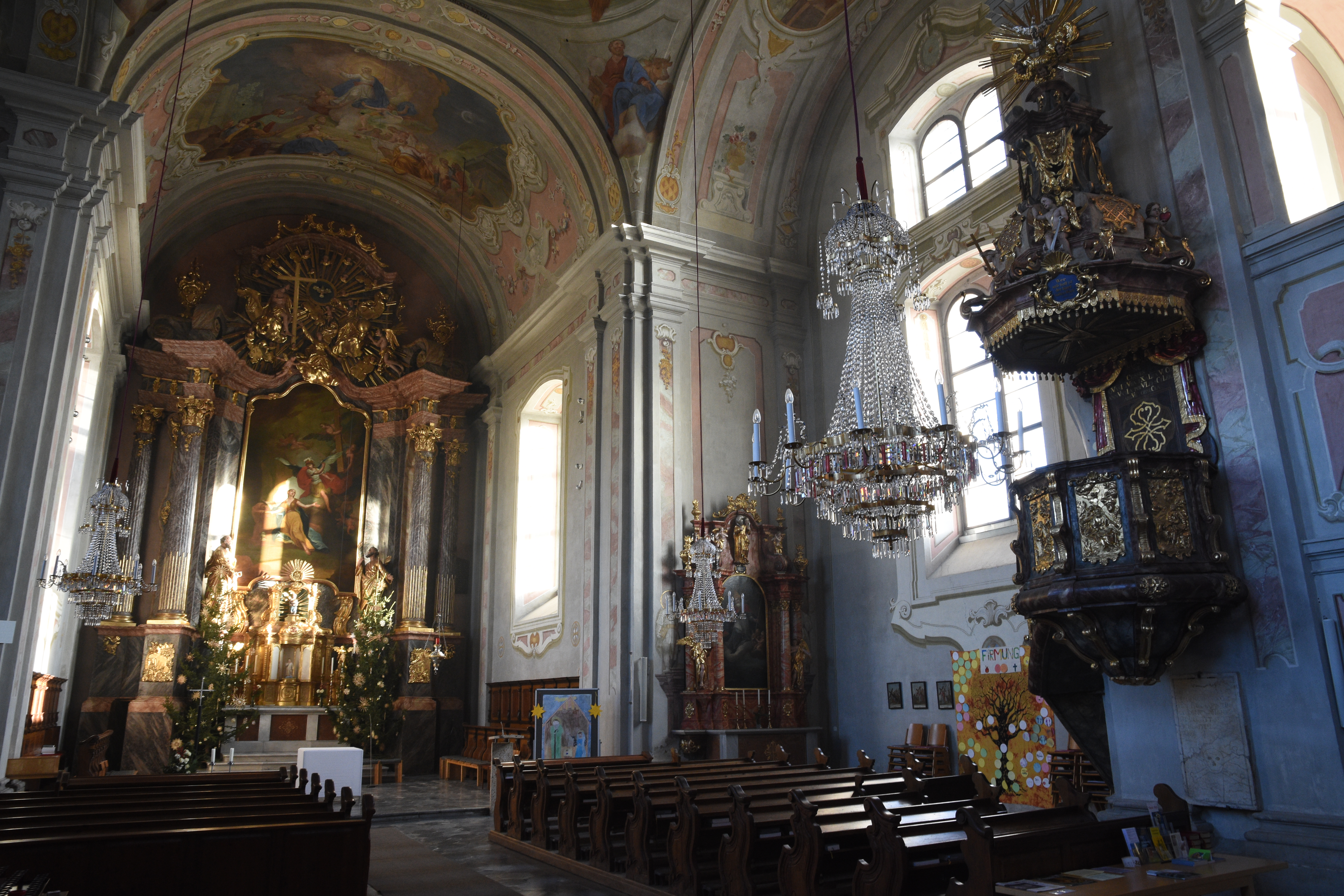
Kircheninnenraum

Die Kirche Hl. Magdalena in der Weststeiermark ist eine Renaissancekirche mit gotischem Turm. Sie ist die Pfarrkirche von Köflach und gehört zum Dekanat Voitsberg. Der Sakralbau ist Maria Magdalena geweiht, der zu Ehren alljährlich an ihrem Gedenktag, dem 22. Juli ein Kirtag abgehalten wird. Derzeitiger Pfarrer ist Johannes F. Baier.

## Geschichte
Die Kirche zu Köflach wurde erstmals 1245 urkundlich erwähnt und war bis 1786 dem Stift St. Lambrecht inkorporiert. Nach einem Brand, ausgelöst durch einen Blitzschlag, erfolgte der Neubau von 1643 bis 1649 durch die Brüder Cyprian und Domenico Sciassia. Der erhalten gebliebene, gotische Turm wurde in den Neubau integriert. Die Kirche wurde im Jahre 1960 innen und 1966–67 außen restauriert.

## Pfarre Köflach
Heute bildet die Pfarre Köflach mit den Pfarren in Hirschegg, Modriach, und Pack einen Pfarrverband. Zur Pfarre zählen die Johannes-XXIII.-Gedächtniskirche in Pichling, sowie die Messkapellen Mariä Heimsuchung in Rosental (Gradnerkapelle), Schmerzhafte Mutter in Puchbach (Ungerhofkapelle) und die Dorfkapelle Pichling.

## Baubeschreibung
Der kreuzförmige Bau aus der Spätrenaissance hat ein zwei-jochiges Schiff mit einer quadratischen Vierung mit kurzen Querarmen. Daran schließt ein einjochiger, gerade abgeschlossener Chor. Über der Vierung wölbt sich eine Flachkuppel, sonst finden sich Tonnengewölbe auf Doppelgurten und -pilastern. Die Sakristei ist östlich an den Chorschluss angebaut. Die dreiachsige Westempore mit mittig vorschwingender Brüstung stammt vom Anfang des 18. Jahrhunderts. Der gotische Turm hat einen achtseitigen Spitzhelm.
Die barocken Wandmalereien in den Gewölben stammen von Joseph Adam von Mölck. Sie sind mit 1777 datiert. Dargestellt werden im Chor Mariä Himmelfahrt, in der Vierung die Kirchenpatronin, die Christus die Füße salbt, sowie die vier Evangelisten, die Frauen am Grabe, Christus im Garten („Noli me tangere“), die Auferweckung des Lazarus und Maria von Magdala vor Christus.
Das Altarblatt mit der Darstellung der büßenden Magdalena, ebenfalls von Mölck, ist aus dem Jahre 1776; auch die beiden Seitenaltarbilder mit Darstellungen des hl. Nikolaus und der Maria mit den hll. Dominikus und Lambert. Daneben steht ein gemalter, gotischer Flügelaltar (um 1470), der vermutlich aus dem Franziskanerkloster Maria Lankowitz stammt und von Ritter Georg von Gradner († 1476) gestiftet wurde.
An der Außenwand des Kirchturms steht eine barocke Kreuzgruppe aus der zweiten Hälfte des 18. Jahrhunderts. Die Glocke ist aus 1521 und von Nikolaus Grünwald gefertigt.